# Elemicin
Elemicin ist ein Naturstoff, der in der Muskatnuss (Myristica fragrans) vorkommt.

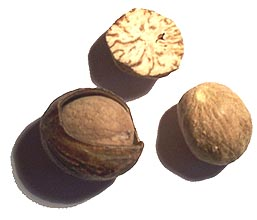
Muskatnuss

Wie die verwandten, ebenfalls in der Muskatnuss enthaltenen Verbindungen Safrol und Myristicin hat auch Elemicin eine delirant halluzinogene Wirkung. Außer in der Muskatnuss findet sich Elemicin zu etwa 2 % im Baumharz Elemi von Canarium luzonicum.
Der genaue Metabolismus von Elemicin im Körper ist noch nicht geklärt. Vermutlich wird die Substanz zu 3,4,5-Trimethoxyamphetamin (TMA) verstoffwechselt. Dabei ähnelt TMA in seiner Struktur sehr dem Alkaloid Mescalin.

## Weiterführende Literatur
- E. Solheim, R. R. Scheline: Metabolism of alkenebenzene derivatives in the rat. III. Elemicin and isoelemicin. In: Xenobiotica. 10, 1980, S. 371–380. PMID 7415220.
- M. De Vincenzi u. a.: Constituents of aromatic plants: elemicin. In: Fitoterapia. Band 75, 2004, S. 615–618. doi:10.1016/j.fitote.2004.05.003, PMID 15351123.